# Messerschmitt Bf 110 Zerstörer (impiego operativo - parte 1)

## La Blitzkrieg
Il 31 agosto 1939, alla vigilia della seconda guerra mondiale, 159 Bf 110 erano operativi nei vari gruppi ZG ("Zerstörer Gruppen", ovvero "Gruppi di Distruttori") della Luftwaffe. Dopo il buon esordio nella Campagna di Polonia, il Bf 110 continuò ad operare con successo, in tutti i ruoli, anche nel Mare del Nord; in Germania, a difesa della madrepatria, come ad esempio nella Battaglia della Baia di Jade e nella Campagna Norvegese di inizio primavera 1940. Tuttavia, fino a quel momento, i successi del Bf 110 nei combattimenti aerei, in particolare nei dogfight, si poterono ascrivere anche alla "non eccellenza qualitativa" degli aerei nemici incontrati.
Nella Campagna di Francia, i reparti di Bf 110 mantennero a stento la loro reputazione di Elite, all'interno della Luftwaffe: gli scontri giornalieri con i caccia monomotori britannici e francesi di ultima generazione, come lo Hawker Hurricane e il Dewoitine D.520 fecero emergere le debolezze del Bf 110 nel dogfight. Al termine della Blitzkrieg ad Ovest, la Zerstörerwaffe aveva subito perdite nell'ordine del 35% degli effettivi.

### La Campagna di Polonia
Dal 1º settembre 1939, per la Campagna di Polonia la Luftwaffe impegnò tre Gruppen di Bf 110, il I/ZG 1, il I/LG 1 e il I/ZG 76; per un totale di 102 macchine assegnate e 90 in servizio. L'ordine di impiego operativo dei Bf 110 provenne da Hermann Göring in persona, ansioso di mettere all'opera lo Zerstörer, che non era stato ancora collaudato su un campo di battaglia. I ZG schierati disponevano anche dei Bf 110 B, dai motori decisamente sottopotenziati; ma la maggior parte delle missioni di combattimento furono comunque svolte dai Bf 110 C.
| Luftflotte                     | Division                         | Gruppe    | Comandante                | base     | Bf 110 | Totali | Servizio |
| ------------------------------ | -------------------------------- | --------- | ------------------------- | -------- | ------ | ------ | -------- |
| 1.(Nord) , Stettino, Pomerania | 1.Flieger, Schönfeld, Crössinsee | I/ZG 1    | Major Joachim Huth        | Mackfitz | B e C  | 34     | 27       |
| 1.(Nord) , Stettino, Pomerania | 1.Lehr, Jesau, Prussia Orientale | I(Z)/LG 1 | Major Walter Grabmann     | Jesau    | C      | 33     | 32       |
| 4.(Sud) , Reihenbach, Slesia   | 2.Flieger, Grottkau              | I/ZG 76   | Hauptmann Günter Reinecke | Ohlau    | B e C  | 35     | 31       |

Questi tre Gruppen furono schierati, rispettivamente, per appoggiare ciascuna delle tre maggiori direttrici di attacco terrestre della Wehrmacht contro la Polonia.
- Il I/ZG 1, dislocato in Pomerania, fu incaricato di scortare i bombardieri della 1. Fliegerdivision contro bersagli terrestri lungo il corridoio da Danzica a Varsavia; nonché contro Varsavia stessa.
- Il I(Z)/LG 1, dislocato nella Prussia Orientale, fu incaricato di effettuare missioni di caccia libera ed interdizione verso Sud, per spingersi poi fino a Varsavia.
- Il I/ZG 76, dislocato in Slesia, fu incaricato di scortare i bombardieri della 2. Fliegerdivision contro bersagli terrestri verso Cracovia, per poi attaccare Varsavia da Sud.

Il I(Z)/LG 1 affrontò una consistente attività nemica sin dal primo giorno di Guerra. La mattina del 1º settembre, ai Bf 110 del Major Walter Grabmann fu assegnata la scorta di una formazione di bombardieri He 111 diretti contro l'aeroporto di Varsavia-Okecie. Diverse squadriglie di caccia polacchi PZL P.7 e PZL P.11 attaccarono i bombardieri tedeschi, riuscendo ad abbatterne sei, nonostante la scorta dei Bf 110; i quali riuscirono ad abbattere solo due PZL P.7 e lo stesso Grabmann rimase leggermente ferito. I tedeschi ripeterono la stessa missione il 3 settembre, ed oltre 30 caccia polacchi tentarono l'intercettazione dei bombardieri. Questa volta, cinque PZL furono abbattuti dal I(Z)/LG 1, che perse un solo Bf 110.
Il primo successo operativo del I/ZG 76 fu archiviato da quattro Bf 110 C la mattina del 2 settembre 1939: mentre scortavano una formazione di 88 bombardieri He 111 diretti contro bersagli a Dęblin, ebbero occasione di mitragliare un campo di aviazione polacco, distruggendo al suolo 11 aerei nemici in pochi minuti, nonostante una forte reazione della contraerea nemica. A questa azione partecipò il Leutnant (Sotto-Tenente) Helmut Lent (uno dei futuri migliori assi del Bf 110). Nel pomeriggio dello stesso giorno, ebbe luogo il primo dogfight della Guerra per il I/ZG 76 contro l'Aviazione Polacca. Una mezza dozzina di Zerstörer del I/ZG 76, comandati in missione di superiorità aerea ("caccia libera") nella zona di Łódź, si scontrarono contro una pari forza di caccia monomotori polacchi PZL P.11c. Nella furiosa battaglia aerea che ne seguì, il Leutnant (Sotto-Tenente) Helmut Lent e l'Oberleutnant (Tenente) Nagel ottennero le prime due vittorie aeree in combattimento per i Bf 110 C del loro Gruppe; ma i piloti polacchi riuscirono ad abbattere tre degli Zerstörer.
I PZL furono gli avversari tipici dei Bf 110 per tutta la Campagna di Polonia; e sebbene fossero molto agili, non si potevano considerare tra i migliori caccia monomotori dell'epoca. Eppure, in particolare i PZL P.11, in alcune occasioni riuscirono ad avere la meglio sui Bf 110. L'Alto Comando della Luftwaffe, dal suo canto, apprezzava i primi risultati operativi dello Zerstörer; e continuò ad impiegarlo in prima linea parimenti ai Messerschmitt Bf 109. In effetti, al termine della Campagna di Polonia le perdite complessive di Bf 110 ammontarono solo a 12 macchine, al fianco di 57 Bf 109 persi. Complessivamente, almeno 54 aerei polacchi furono abbattuti dai Bf 110; più decine di aerei polacchi mitragliati al suolo. Il Gruppe di maggior successo nei combattimenti aerei fu il I(Z)/LG 1 che conseguì 29 vittorie aeree confermate. Al I/ZG 76 fu confermato l'abbattimento di 19 aerei nemici (su 31 vittorie reclamate). Il I/ZG 1 non brillò per numero di aerei nemici abbattuti (forse solo sei), ma fu anche il Gruppe che, dei tre schierati, ebbe meno occasioni di incontrare nemici in volo durante la Campagna.
Va detto, comunque, che una parte dell'Aviazione Polacca era stata distrutta al suolo dai bombardieri tedeschi già la mattina del 1º settembre 1939; e in appena 10 giorni la Luftwaffe era già riuscita a stabilire una tale superiorità aerea che, dal 10 settembre in poi, tutti i reparti Bf 110 ebbero solo rarissime occasioni di ulteriori combattimenti con aerei nemici. All'atto pratico, la veloce vittoria in Polonia non fornì all'Alto Comando della Luftwaffe un quadro sufficientemente chiaro sulle effettive doti di combattimento aereo del Bf 110. Il Generalfeldmarschall Hermann Göring, tuttavia, non lesinò decorazioni per gli aviatori degli Zerstörer Gruppen, conferendo moltissime Croci di Ferro a tutti i reparti; e considerò l'esordio del Bf 110 globalmente molto positivo.

### La Battaglia della Baia di Helgoland
La baia al largo del porto tedesco di Wilhelmshaven divenne, sin dai primi giorni di guerra, uno dei principali obiettivi strategici del Comando Bombardieri della Royal Air Force, che intendeva affondare le navi da guerra della Kriegsmarine: fu la Battaglia della Baia di Helgoland, che durò dal settembre 1939 all'aprile 1940. La difesa aerea della zona, affidata inizialmente ad alcune squadriglie di Bf 109D e Bf 109E, si rivelò qualitativamente insufficiente: i Messerschmitt Bf 109 avevano scarsa autonomia per intercettare bombardieri nemici molto al largo nel Mare del Nord; e in particolare i Bf 109D soffrivano di un modesto armamento: solo quattro mitragliatrici MG 17 da 7,92 mm. Dal tardo autunno 1939, pertanto, la Luftwaffe decise di ricorrere ai Bf 110 per riarmare gradualmente le squadriglie da intercettazione bombardieri. Nella base aerea di Varel, poco a Sud di Wilhelmshaven il I/ZG 26, ai comandi dell'Hauptmann (Capitano) Kaschka, ricevette gradualmente i Bf 110C-1 sostituendo i Bf 109D. Alla difesa aerea della zona si unì poi dal 16 dicembre 1939 il I/ZG 76, reduce dalla Campagna di Polonia, ai comandi dell'Hauptmann Reinecke, che prese base presso l'aeroporto di Jever, sempre in prossimità di Wilhelmshaven.
Dal dicembre 1939 all'aprile 1940, dopo varie missioni di intercettazione dei bombardieri e ricognitori britannici, nella maggior parte dei casi Vickers Wellington, i Bf 110 C del I/ZG 26 e del I./ZG 76 reclamarono complessivamente 38 vittorie aeree, con minime perdite; il che confermò l'abilità dello Zerstörer come intercettore di bombardieri. Il successo più significativo si ebbe il 18 dicembre 1939, quando i Bf 110, senza subire alcuna perdita, in 30 minuti abbatterono nove dei 22 bombardieri Vickers Wellington al largo della Baia di Helgoland, e contribuirono a danneggiarne altri sei; mentre i Bf 109E abbatterono solo tre dei Vickers Wellington, danneggiandone altri, pur essendo in maggioranza numerica rispetto ai Bf 110.
Il 17 febbraio 1940 lo Hauptmann Wolfgang Falk dello ZG 76 abbatté con il suo Bf 110C un bombardiere Bristol Blenheim, al largo della Baia di Helgoland, raggiungendo per primo la quota di cinque vittorie aeree (in precedenza, ne aveva conseguite tre durante la Campagna di Polonia e un'altra nella missione del 18 dicembre 1939), il che gli valse la nomina di primo asso dell'aviazione fra i piloti dei Bf 110 Zerstörer.

### La Campagna Norvegese
In previsione della Campagna Norvegese, i Gruppen Bf 110 I./ZG 1 ed il I./ZG 76 furono incamerati nel X. Fliegerkorps:
| Zona Operazioni      | Division                           | Gruppe o Staffel | Comandante                | Basi di partenza | Bf 110 | Totali | Servizio |
| -------------------- | ---------------------------------- | ---------------- | ------------------------- | ---------------- | ------ | ------ | -------- |
| Danimarca; Skagerrak | X. Fliegerkorps, Amburgo, Germania | 1/ZG 1 e 2/ZG 1  | Hauptmann Wolfgang Falk   | Barth            | C      | 22     | 17       |
| Danimarca; Skagerrak | X. Fliegerkorps, Amburgo, Germania | 3/ZG 1           | Oberleutnant Walter Ehle  | Westerland       | C      | 10     | 9        |
| Norvegia             | X. Fliegerkorps, Amburgo, Germania | I/ZG 76          | Hauptmann Günter Reinecke | Westerland       | C      | 32     | 29       |

Il piano di impiego dei Gruppen Bf 110 prevedeva una specifica divisione dei compiti:
- Il I./ZG 1, dopo l'occupazione della Danimarca, sarebbe dovuto rimanere a difendere il lato Nord della Baia di Helgoland e il lato Ovest dello Skagerrak da eventuali incursioni di bombardieri britannici, per creare un "corridoio sicuro" fra Danimarca e Norvegia, che sarebbe stato impiegato per il transito della Wehrmacht e della Kriegsmarine; nonché dei rinforzi e dei rifornimenti, nei giorni successivi.
- Il I./ZG 76, dopo una rapida collaborazione iniziale con il I./ZG 1 in Danimarca, si sarebbe dovuto stabilire il più presto possibile in basi aeree avanzate in Norvegia, non appena la Wehrmacht fosse riuscita a conquistarne alcune.

La mattina del 9 aprile 1940 alcuni Bf 110 del I./ZG 1, guidati dall'Hauptmann Wolfgang Falk scortarono una formazione di bombardieri He 111 contro obiettivi in Danimarca. Giunti nei pressi della base aerea danese di Værløse, i Bf 110 ebbero occasione di mitragliare al suolo cinque Fokker D.XXI (uno in fase di decollo) e dieci Fokker C.V-E. Nel frattempo, un reparto di paracadutisti della Luftwaffe occupò a tempo di record la base aerea danese di Aalborg, per consentire l'atterraggio ai Bf 110 di Falk. Questa sarebbe diventata la nuova base aerea in Danimarca per il I./ZG 1 per circa un mese, per assolvere al piano di impiego previsto; sia con pattugliamenti anti-bombardieri, sia missioni di scorta ad aerei da trasporto Ju 52 carichi di paracadutisti diretti in Norvegia.

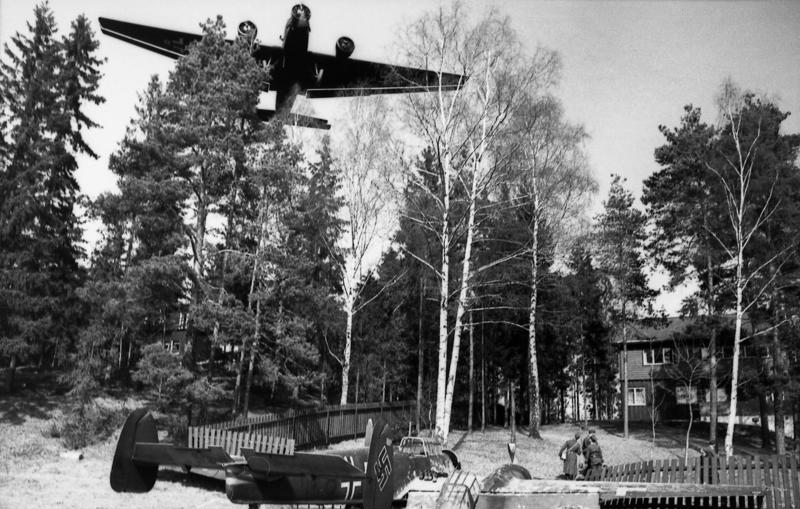
Il Bf 110C di Helmut Lent danneggiato in un atterraggio d'emergenza per mancanza di carburante, presso l'aeroporto Oslo-Fornebu, il 9 aprile 1940. Al momento dello scatto della foto, un Ju 52 da trasporto paracadutisti sta volando poco sopra gli alberi, in fase di atterraggio.

Il I./ZG 76 la mattina del 9 aprile 1940 fu impiegato in scorta avanzata e ricognizione armata per i Ju 52 carichi di paracadutisti, che dovevano occupare due aeroporti in Norvegia: quello di Oslo (Oslo-Fornebu) e quello di Stavanger (Stavanger-Sola). Come per il I./ZG 1, i paracadutisti tentarono di agire a tempo di record, in quanto questi aeroporti sarebbero poi stati immediatamente utilizzati dai Bf 110 dello stesso I./ZG 76 per atterrare (il carburante dei Bf 110 non era sufficiente per un eventuale viaggio di ritorno in Germania). Ma a causa del cielo nuvoloso e della nebbia, nonché di alcuni malintesi via radio, la missione sull'aeroporto di Oslo si risolse in un mezzo disastro: due Bf 110 collidero in aria a causa della ridotta visibilità; e quattro Bf 110 si auto-distrussero al suolo in atterraggi di emergenza, per mancanza di carburante, poiché i paracadutisti non erano riusciti a prendere tempestivamente il controllo dell'aeroporto. Nei pressi di Oslo-Fornebu, inoltre, vi fu un dogfight tra i Bf 110 e sette Gladiator norvegesi della difesa aerea locale; che terminò con due abbattimenti per ciascun lato. Ma nonostante le perdite, i tedeschi conquistarono comunque i loro obiettivi strategici. Dall'11 aprile l'intero I./ZG 76 si ricollocò nella base aerea di Stavanger, per supportare la Wehrmacht nella conquista definitiva della Norvegia.
In risposta a queste operazioni, per almeno tre mesi il Comando Bombardieri della Royal Air Force tentò di colpire i porti e le basi aeree, conquistate dai tedeschi, in Danimarca e Norvegia; sia di giorno che di notte, inviando soprattutto bombardieri Wellington, Blenheim e Hudson, per un totale di oltre 1000 sortite. Contro questi bimotori britannici, i Bf 110 non mostrarono particolari difficoltà nel ruolo di intercettori, se non per le occasionali condizioni di scarsa visibilità. Il fuoco difensivo dei bombardieri britannici riuscì a infliggere delle perdite consistenti il 30 aprile, quando si verificò la prima sconfitta della Guerra di Bf 110 inviati in missione di intercettazione: tre Bf 110 furono abbattuti dai mitraglieri nemici, tra i quali quello dell'Hauptmann Günter Reinecke. Ma, a parte questo episodio, in generale i Bf 110 riuscirono sempre ad avere la meglio sui bombardieri britannici. L'azione di maggior successo avvenne il 13 giugno, quando i Bf 110 del I./ZG 76 abbatterono, in pochi minuti, otto bombardieri Blackburn Skua inviati dalla RAF per colpire l'incrociatore da battaglia Scharnhorst. Successivamente, il 9 luglio i Bf 110, in collaborazione con i Bf 109E del JG 77, riuscirono ad abbattere sette dei 12 Blenheim incursori.
A seguito degli sbarchi alleati a Namsos e Narvik del 14 aprile, dal 18 aprile in poi, i Bf 110 del I./ZG 76 dovettero scontrarsi anche con i caccia britannici Gladiator; all'inizio ripetutamente lanciati dalla portaerei HMS Furious, e poi basati a Bardufoss, a Nord di Narvik; ai quali poco dopo si affiancarono i ben più competitivi Hurricane, trasportati dalla portaerei HMS Glorious. Le due squadriglie, No.263 Gladiator e No.46 Hurricane, raggiunsero una forza complessiva di 36 unità, e rimasero nei dintorni di Narvik sino all'8 giugno; ovvero finché gli Alleati riuscirono a mantenere il controllo sul territorio. Questi caccia britannici costituirono una concreta minaccia per il I./ZG 76; ma fortunatamente i Bf 110 poterono quasi sempre avvalersi dell'aiuto dei Bf 109E.
Dall'aprile al luglio 1940, globalmente, in tutta la Campagna Norvegese, 20 (o poco più) Bf 110 risultarono abbattuti o comunque persi in azione; mentre il numero complessivo di aerei britannici abbattuti dai Bf 110 non è preciso. Il solo Helmut Lent abbatté almeno quattro aerei britannici, tra i quali un Gladiator. È verosimile che I./ZG 1 e I./ZG 76 abbiano abbattuto, complessivamente, qualche decina di aerei nemici. Va notato comunque che anche i Gladiator, similmente ai PZL P.11 incontrati nella Campagna di Polonia, pur non essendo avversari qualitativamente eccelsi, avevano dato "filo da torcere" agli equipaggi dei Bf 110. Questo fatto rafforzò l'impressione, presso i piloti della Luftwaffe al termine della Campagna Norvegese, che lo Zerstörer fosse poco adatto al dogfight contro i caccia monomotori nemici particolarmente agili, anche se non molto veloci. Comunque, il morale degli equipaggi di Bf 110 era molto alto e galvanizzato dalle vittorie.

### La Linea Maginot
Ad Ovest, il preludio alla Campagna di Francia del maggio 1940 fu apparentemente poco significativo per la "Zerstörerwaffe" o "Forza Distruttori", come era denominata la specialità degli Zerstörer nella Luftwaffe. In realtà, avvennero alcuni episodi che iniziarono a porre seriamente la questione sull'opportunità di impiego del Bf 110 come caccia strategico da superiorità aerea.
Il I.(Z)/LG 1, reduce dalla Campagna di Polonia, nell'ottobre 1939 fu trasferito alla base di Würzburg, in Germania, con la nuova denominazione V.(Z)/LG 1. Nel frattempo, ancora sei Zerstörer Gruppen della Luftwaffe schierati ad Ovest erano provvisoriamente dotati di Bf 109D e Bf 109E, in attesa di ricevere la prevista fornitura di Bf 110. La maggior parte delle conversioni fu effettuata tra il febbraio e l'inizio maggio 1940. Nei mesi della "Finta guerra" presso la Linea Maginot, sia i Bf 109 che i Bf 110 ebbero così occasione di scontrarsi con aerei francesi dell'Armée de l'Air di pattuglia o in ricognizione, in particolare caccia monomotori Morane-Saulnier MS.406 e Curtiss Hawk 75. Il 23 novembre 1939, nei pressi di Verdun, il Leutnant Werner Methfessel ai comandi del suo Bf 110 conseguì la sua quinta vittoria aerea della carriera, ai danni di un MS.406, diventando così il primo asso dell'aviazione degli Zerstörer in combattimento sul Fronte Occidentale. Il Leutnant Methfessel avrebbe poi conseguito un'altra vittoria aerea il 2 aprile 1940, ancora contro un MS.406; ma nel frattempo, altri scontri tra caccia dell'Armée de l'Air e Bf 110 si rivelarono inconcludenti o terminarono in sconfitte. Nel marzo 1940, il I.(Z)/LG 1 registrò un Bf 110 abbattuto e un altro danneggiato per mano di alcuni Hawker Hurricane della Royal Air Force (basati in Francia in rinforzo alla Armée de l'Air), senza conseguire alcuna vittoria aerea per tutto il mese. Il 7 aprile, due Bf 110 del I./ZG 2 furono abbattuti da alcuni Curtiss Hawk 75. Diversamente, i Bf 109, nello stesso periodo, continuavano a mietere vittorie occasionali.
Gli esiti degli scontri fra Bf 110 e le pattuglie caccia dell'Armée de l'Air e/o gli Hawker Hurricane del Corpo di Spedizione Britannico, aerei decisamente più competitivi dei PZL P.11 incontrati nella Campagna di Polonia nonché dei Gloster Gladiator della Campagna Norvegese, imponevano riflessioni sull'impiego tattico del Bf 110; nonostante gli equipaggi degli Zerstörer fossero generalmente entusiasti dei loro aerei nuovi di fabbrica. Nella primavera 1940, nella base aerea di Dortmund, l'Ufficiale Tecnico della JG 26 Walter Horten propose un duello amichevole tra un Bf 110C e un Bf 109E, per testare le effettive capacità di dogfight dello Zerstörer. Nel combattimento simulato, nonostante il Bf 110C fosse pilotato dal Comandante di Squadriglia, un vero esperto del volo e tra l'altro veterano della prima guerra mondiale, il Bf 109E pilotato da Horten riuscì sempre a portarsi in posizione di attacco e non fu mai costretto alla difensiva. Un risultato sconfortante; che tuttavia non fu ufficialmente sottoposto all'Alto Comando della Luftwaffe (OKL). Dal suo canto, l'OKL non era particolarmente impressionato dalle perdite operative degli Zerstörer; e continuò a intendere il Bf 110 come caccia strategico da superiorità aerea, senza mutarne il ruolo operativo.

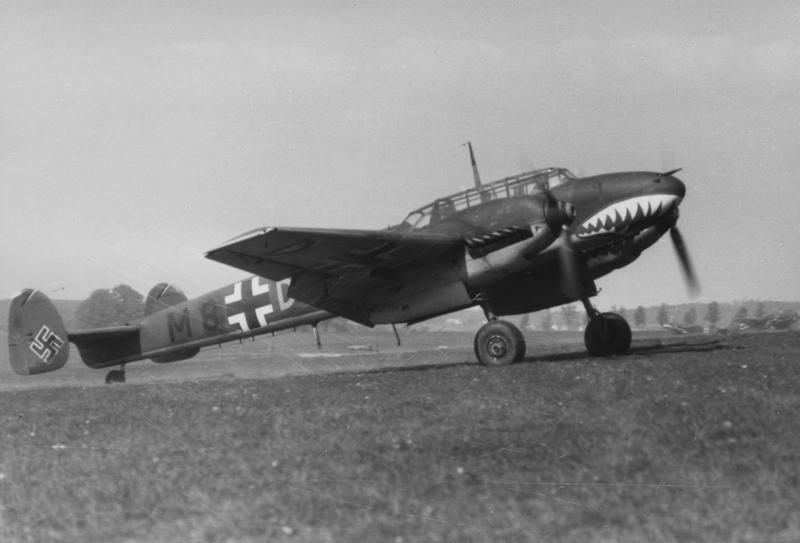
Un Bf 110C del ZG 76 con il muso dipinto "a bocca di squalo"

Per far fronte a questo problema, il V.(Z)/LG 1, che era già stato incaricato di cercare soluzioni per l'impiego in battaglia del Bf 110, mise a punto una nuova tattica difensiva per gli Zerstörer: il "circolo difensivo", a volte soprannominato anche "Circolo degli Squali", considerando il disegno "a bocca di squalo" sui musi dei Bf 110 del ZG 76. Questa nuova tattica prevedeva che l'intera squadriglia di Bf 110, qualora fosse attaccata da caccia nemici ad elevate prestazioni, iniziasse a girare in un largo cerchio; in modo tale che ciascun Bf 110 potesse coprire le spalle a quello davanti. La tattica del "circolo difensivo" o "Circolo degli Squali" fu dapprima adottata da alcuni reparti Bf 110 nella Campagna di Francia; per poi divenire la tattica difensiva standard di tutti i reparti Bf 110 nella successiva Battaglia d'Inghilterra. Sicuramente, il "Circolo degli Squali" funzionava a dovere, quando veniva realizzato da equipaggi esperti; ed offriva buone possibilità di sopravvivenza agli equipaggi dei Bf 110; anche se comportava l'effetto collaterale di dover stringere tutta la squadriglia sulla difensiva, rinunciando quindi al libero dogfight.

### La Campagna di Francia
La Blitzkrieg ad Ovest si concretizzò nella Campagna di Francia. I reparti di Bf 110 mantennero la loro reputazione di Elite, all'interno della Luftwaffe. I successi continuarono nei Paesi Bassi e in Belgio, nonché durante la fase iniziale dell'invasione della Francia. Ma dalla metà di maggio 1940, progredendo la Campagna di Francia, il Bf 110 iniziò a scontrarsi con i caccia monomotori britannici e francesi di ultima generazione, come lo Hawker Hurricane e il Dewoitine D.520; e subito iniziarono ad emergere le debolezze del Bf 110 nel dogfight: i reparti tedeschi subirono perdite nell'ordine del 35% degli effettivi.

#### L'Invasione di Paesi Bassi e Belgio
La mattina del 10 maggio 1940, in ottemperanza al piano della Wehrmacht denominato Fall Gelb, fase preliminare della Campagna di Francia, la Luftwaffe mosse contro i Paesi Bassi, il Belgio e il Nord della Francia. La Zerstörerwaffe contava 335 Bf 110 in servizio operativo, dei quali 278 in carico alle Luftflotte 2 e 3; e fu impiegata dall'OKL esattamente con le stesse tattiche già sperimentate nelle precedenti Campagne di Polonia e Norvegia. Si ebbero battaglie aeree giornaliere, quasi senza interruzione, che coinvolsero una notevole varietà di velivoli. In Francia, si mobilitarono immediatamente numerose squadriglie caccia della Armée de l'Air e del Corpo di Spedizione Britannico, poiché la Luftwaffe attaccò circa 50 aeroporti francesi. Più a Nord, le Forze Aeree belghe ed olandesi erano relativamente deboli in numero; ma combatterono efficacemente.
I Bf 110 del I./ZG 1 aprirono la strada ai paracadutisti ed alle truppe aviotrasportate della Wehrmacht, che dovevano occupare gli aeroporti di Waalhaven e Hamstede, nei pressi di Rotterdam. Attaccando la base aerea di Hamstede, i Bf 110 mitragliarono al suolo 26 aerei. La Luchtvaartafdeling olandese (LVA - Gruppo Aviazione dell'Esercito) reagì con i caccia monomotori Fokker D.XXI; ed anche tre Zerstörer olandesi, i Fokker G.I, riuscirono a decollare in tempo. Pur essendo caccia pesanti non molto veloci, i Fokker G.I con un po' di fortuna riuscirono ad evadere l'intercettazione da parte dei Bf 110, che volavano in ricognizione avanzata per i bombardieri tedeschi. I Bf 110 non riuscirono a raggiungere tempestivamente i tre Fokker G.I; i quali conseguirono almeno sette vittorie aeree, soprattutto ai danni di He 111 e Ju 52, quindi riuscirono a fuggire. In compenso, nel primo pomeriggio, il I./ZG 1 riuscì ad abbattere quattro caccia pesanti Blenheim Mk IF del Corpo di Spedizione Britannico. Alla fine della giornata, due Bf 110 risultarono abbattuti dalla contraerea olandese.
La stessa mattina, più a Sud, in Belgio i Bf 110 volarono in ricognizione armata per gli He 111 e i Do 17 contro gli aeroporti della Aéronautique Militaire Belge, l'Aviazione Militare belga. Alle 04:32, nei pressi di Schaffen, base operativa del 1er Groupe de Chasse, 2e Régiment (il gruppo di élite della caccia belga), i Bf 110 riuscirono a sorprendere a terra e mitragliare diversi Hurricane (quattro distrutti e sei danneggiati, su 11 disponibili) e Gladiator (sei distrutti, su 15 disponibili).
L'11 maggio, l'Armée de l'Air arrivò in soccorso alle forze belghe ed olandesi; e si verificò il primo vero dogfight tra caccia pesanti. I Bf 110 del 4./ZG 26 si scontrarono con gli Zerstörer francesi, i Potez 631, nei pressi di Vlissingen; e i tedeschi riuscirono ad abbattere due dei Potez. Nel frattempo, più a Sud, il I./ZG 26 di scorta a 30 Do 17 nei pressi di Reims mise in pratica, per la prima volta, la nuova tattica del "circolo difensivo" contro alcuni Hurricane del Corpo di Spedizione Britannico: due Bf 110 furono abbattuti, ma la tattica risultò comunque efficace, in quanto convinse infine i piloti britannici a desistere dall'attacco. Vale la pena di citare il racconto di un pilota di Hurricane, il Tenente Paul Richey, che per la prima volta nella sua carriera si ritrovò avvinghiato nel "circolo difensivo" dei Bf 110 :
"Benché a quella quota fossi superiore ai tedeschi in maneggevolezza, mi era praticamente impossibile avvicinarmi per sparare da dietro, perché tutte le volte che riuscivo a mettermi in asse con uno di loro, i traccianti di un altro che mi stava in coda mi fischiavano attorno. Tutto quello che potevo fare era continuare a serpeggiare e a virare..."
Nei cieli del Belgio, il 12 maggio i Bf 110 ottennero un brillante successo. Nei pressi di Ghent-Termonde, il III./ZG 26 abbatté otto caccia francesi MS.406, senza alcuna perdita propria. Una di queste vittorie fu la prima conseguita dall'Oberleutnant Sophus Baagoe, che sarebbe diventato uno dei maggiori specialisti in dogfight con il Bf 110.

#### La breccia di Sedan
Il 13 maggio, l'Alto Comando della Luftwaffe mise a disposizione del Panzergruppe Kleist della Wehrmacht ben il 61% della sua forza operativa ad Ovest, per supportare l'attacco al fiume Mosa nel settore di Sedan:
- 420 caccia monomotori Bf 109
- 180 Zerstörer Bf 110
- 270 bombardieri in picchiata Ju 87
- 900 bombardieri medi, fra He 111, Do 17 e Ju 88

Il compito di questa forza aerea era di aprire una breccia sul Fronte francese per la Wehrmacht, attaccando bunker, postazioni di artiglieria e centri di comando dell'esercito francese. L'assalto aereo fu lanciato alle ore 15:00 e durò quattro ore. In questa azione, i Bf 110 volarono in scorta ai bombardieri, ricognizione armata ed effettuarono occasionali mitragliamenti al suolo. La sera stessa, la Wehrmacht attraversò la Mosa. Nelle quattro ore di furiose battaglie aeree, andarono persi tre Bf 110, in scorta ai bombardieri He 111, per mano dei caccia britannici Hurricane; dei quali solo uno fu abbattuto dagli Zerstörer.
Il giorno successivo, il 14 maggio, gli Alleati lanciarono una massiccia controffensiva aerea su tutto il Fronte, in particolare nella zona di Sedan; e le perdite di Bf 110 iniziarono a salire, parimenti alla ferocia dei combattimenti. L'Armée de l'Air disponeva di un caccia qualitativamente molto competitivo per contrastare la Luftwaffe, ma poco diffuso: il Dewoitine D.520. Quel giorno, quattro (forse cinque) Bf 110 furono abbattuti dai D.520 nei pressi di Sedan. Il ZG 2 perse due Bf 110, e un altro paio tornarono alla base danneggiati; perdite simili furono subite dal ZG 26 e ZG 52. Il giorno successivo, nove Bf 110 risultarono abbattuti ed altri danneggiati. In particolare, gli Hurricane pattugliavano la zona di Bruxelles, e si dimostrarono un vero ostacolo; i Bf 110 del 6./ZG 76 riuscirono ad abbatterne tre, ma perdendo due Zerstörer. Il 16 maggio, si verificò l'abbattimento di altri tre Bf 110. Tuttavia, le perdite complessive risultavano ancora inferiori a quelle dei reparti Bf 109, nei primi sei giorni di battaglia; anche grazie all'impiego della nuova tattica difensiva.

#### L'Invasione della Francia
Il 17 maggio la Wehrmacht completò l'invasione dei Paesi Bassi ed occupò Bruxelles. Sebbene il Belgio si sarebbe arreso solo il 28 maggio, l'Aviazione Militare belga aveva perso oltre la metà degli effettivi. Iniziò quindi la battaglia decisiva della Luftwaffe contro l'Armée de l'Air ed il Corpo di Spedizione Britannico. La Zerstörerwaffe era stata parzialmente indebolita, ma schierava ancora 219 Bf 110 pronti a combattere:
| Division                             | Gruppe o Staffel | Comandante                             | Base                  | Bf 110 | Totali | Servizio |
| ------------------------------------ | ---------------- | -------------------------------------- | --------------------- | ------ | ------ | -------- |
| Jagdflieger 2, Dortmund, Germania    | Stab ZG 26       | Oberstleutnant Joachim Friederich Huth | Dortmund              | C      | 3      | 3        |
| Jagdflieger 2, Dortmund, Germania    | I./ZG 26         | Hauptmann Wilhelm Makrocki             | Niedermendig          | C      | 34     | 11       |
| Jagdflieger 2, Dortmund, Germania    | III./ZG 26       | Hauptmann Johannes Schalk              | Krefeld               | C      | 37     | 30       |
| Jagdflieger 2, Dortmund, Germania    | I./ZG 1          | Hauptmann Wolfgang Falck               | Kirchhellen           | C      | 35     | 22       |
| Jagdflieger 2, Dortmund, Germania    | II./ZG 1         | Hauptmann Friedrich-Karl Dickoré       | Gelsenkirchen - Buer  | C      | 36     | 26       |
| Jagdflieger 3, Wiesbaden, Germania   | Stab ZG 2        | Oberstleutnant Friedrich Vollbracht    | Darmstadt - Griesheim | C      | 3      | 2        |
| Jagdflieger 3, Wiesbaden, Germania   | I./ZG 2          | Hauptmann Hannes Gentzen               | Darmstadt - Griesheim | C      | 32     | 22       |
| 1.Fliegerkorps, Colonia, Germania    | Stab ZG 76       | Major Walter Grabmann                  | Cologne - Wahn        | C      | 3      | 3        |
| 1.Fliegerkorps, Colonia, Germania    | II./ZG 76        | Major Erich Groth                      | Cologne - Wahn        | C      | 33     | 25       |
| 1.Fliegerkorps, Colonia, Germania    | II./ZG 26        | Major Ralph von Rettberg               | Kaarst - Neuss        | C      | 35     | 25       |
| V.Fliegerkorps, Gersthofen, Germania | I./ZG 52         | Hauptmann Karl-Heinz Lessmann          | Neuhausen ob Eck      | C      | 35     | 23       |
| V.Fliegerkorps, Gersthofen, Germania | II./ZG 26        | Hauptmann Horst Liensberger            | Mannheim - Sandhofen  | C      | 33     | 27       |

Sebbene la Luftwaffe fosse principalmente impegnata in operazioni di supporto tattico alla Wehrmacht, sin dall'inizio della Campagna di Francia eseguì anche diverse missioni di bombardamento strategico, soprattutto per ridurre la mobilità delle forze terrestri nemiche via ferrovia. Ai Bf 110 fu quindi affidata la scorta ravvicinata ai bombardieri tedeschi diretti contro le stazioni ferroviarie e gli scali merci ferroviari francesi. Le missioni di scorta ai bombardieri ebbero esiti molto vari. Ad esempio, la mattina del 17 maggio 1940 otto Bf 110 del 4./ZG 76 accompagnarono nove He 111 a colpire la stazione di Albert. Una trentina di caccia francesi fra MS.406 e Hawk 75 attaccarono la formazione tedesca. Pur essendo in inferiorità numerica, al momento dell'incontro i Bf 110 avevano però il notevole vantaggio della quota. Nel conseguente dogfight il 4./ZG 76, senza subire perdite, abbatté sei dei caccia francesi, costringendo i restanti alla ritirata; senza che i bombardieri subissero danno. A questa vittoria fece però da contralatare, nello stesso giorno, la sconfitta subita dalla 14.(Z)/LG 1, durante la scorta ad alcuni He 111 diretti contro lo scalo ferroviario di Reims: intercettati da alcuni Hurricane, i Bf 110 non riuscirono ad impedire l'abbattimento di cinque He 111, nonché subirono la perdita del loro caposquadriglia, l'Oberleutnant Werner Methfessel, che fino ad allora era stato uno dei maggiori assi degli Zerstörer, con otto vittorie aeree.
Il giorno successivo, in un furioso dogfight nei pressi di Dinant la ZG 76 perse otto Bf 110, tra i quali quello del Major Walter Grabmann (paracadutato), per abbattere sei Hurricane della Royal Air Force ed un MS.406. Questi scontri con perdite "alla pari o quasi" tra Bf 110 e caccia alleati iniziarono a diventare la normalità, nella Campagna di Francia. Ma nel frattempo, la guerra terrestre proseguiva: il 21 maggio la Wehrmacht raggiungeva Abbeville, riuscendo così a spezzare il Fronte alleato, separandone le armate. Poiché la disfatta terrestre sembrava ormai inevitabile, la Royal Air Force ordinò la ritirata dalla Francia a tutte le squadriglie di Hurricane, che sino a quel momento erano stati i caccia più competitivi contro i Bf 110. Questo fatto diede un po' di respiro agli Zerstörer. Il 23 maggio, la ZG 26 e la ZG 76 si contrarono con un gruppo misto di caccia francesi e britannici, nei pressi di Calais e Boulogne, rivendicando l'abbattimento di otto aerei nemici, senza subire perdite, sebbene tre Bf 110 rimasero danneggiati.
L'Armée de l'Air ed il Corpo di Spedizione Britannico erano ormai stretti sulla difensiva; ma il 26 maggio il I.ZG 2, che si era da poco trasferito nella nuova base aerea di Neufchâteau in Belgio, subì un inaspettato attacco sull'aeroporto da parte di alcuni Blenheim; che tra l'altro provocò la perdita dell'Hauptmann Hannes Gentzen e del suo marconista/mitragliere di coda. Questo ed altri attacchi a sorpresa, manifestazioni della volontà di resistenza da parte degli Alleati, convinsero la Luftwaffe della necessità di lanciare un'operazione strategica, denominata in codice "Paula": il 3 giugno e il giorno successivo, i bombardieri della Luftwaffe, scortati da Bf 109 e Bf 110, effettuarono diverse incursioni su Parigi, per colpire gli aeroporti e gli impianti industriali intorno alla capitale francese. Questi attacchi piegarono definitivamente l'Armée de l'Air.
Complessivamente, nella Campagna di Francia andarono perduti 82 Zerstörer; lo ZG 26 risultò l'unità di maggior successo quanto ad abbattimenti nemici, pur subendo perdite pesanti. Curiosamente, cinque Bf 110 erano andati perduti accidentalmente in intercettazioni da parte di Bf 109E svizzeri; poiché la Svizzera era rigorosamente neutrale e non tollerava sconfinamenti nel proprio spazio aereo.

#### La Battaglia di Dunkerque
Mentre buona parte della Zerstörerwaffe era impegnata nel completamento dell'invasione della Francia, dal 25 maggio al 5 giugno 1940 infuriò una battaglia aerea tra la Luftwaffe e la Royal Air Force, nella zona di Dunkerque. Questa battaglia preannunciò il punto di svolta della carriera del Bf 110, che si sarebbe verificato nella successiva Battaglia d'Inghilterra: nei cieli di Dunkerque, gli Zerstörer incontrarono per la prima volta il caccia britannico Supermarine Spitfire. A tal proposito, si preferisce riportare le memorie del Tenente Colonnello Hans-Joachim Jabs, uno degli specialisti del Bf 110 di maggior successo nei dogfight:
"Fu sopra Dunkerque, tuttavia, che noi piloti ci rendemmo conto che i nostri Bf 110 non erano tutto quello che pensavamo di loro. Fino a Dunkerque, noi Zerstörer eravamo Elite; ma quando alla fine incontrammo lo Spitfire, iniziammo a subire gravi perdite. Eravamo troppo lenti e non abbastanza agili. Quando incontravamo gli Spitfire, quelli viravano stretti dietro di noi ed attaccavano, uno dopo l'altro, sparando con le loro otto mitragliatrici; quindi giravano sopra di noi e poi tornavano ad attaccarci alle spalle."
Nella Battaglia di Dunkerque furono impegnati alternativamente reparti dello ZG 1, ZG 26, ZG 52 e ZG 76. In particolare, lo ZG 1 e lo ZG 52 subirono pesanti perdite. Tuttavia, vi furono alcuni casi fortunati di vittorie, durante i quali i piloti dei Bf 110 riuscirono a "colpire e fuggire", senza intrattenersi nel dogfight, specie sfruttando il vantaggio della quota. Il 29 maggio lo stesso Hans-Joachim Jabs abbatté due Spitfire in pochi secondi, sfruttando la potenza di fuoco del suo Bf 110, che si era venuto a trovare alle loro spalle sbucando da dietro una grossa nuvola di fumo, sopra la città di Dunkerque in fiamme. Vi furono altri casi fortunati: il 31 maggio quattro Bf 110 del 5./ZG 26, al largo di Dunkerque, si imbatterono in circa 40 Spitfire che volavano in formazione sotto di loro. Il Comandante Oberleutnant Theodor Rossiwall e i suoi gregari si gettarono in picchiata sparando con tutte le armi, per poi fuggire via a tutta manetta: ben cinque Spitfire furono colti di sorpresa e precipitarono. Il giorno successivo, i piloti di Bf 110 riuscirono ad abbattere altri sette caccia della Royal Air Force, sempre agendo in azioni del tipo "colpisci e fuggi". La tattica del "colpisci e fuggi" si rivelò praticamente l'unica possibile per fronteggiare i nuovi nemici. Ma quando i Bf 110 non riuscivano a fuggire via dalla mischia, magari perché non potevano sfruttare sufficientemente un vantaggio di quota, gli Spitfire avevano la meglio.

## La Battaglia d'Inghilterra
Nella Battaglia d'Inghilterra, il Bf 110 non poté sfuggire al confronto con i due nemici più competitivi: i caccia Hawker Hurricane e il Supermarine Spitfire. Il livello della sfida era notevole, poiché in questa battaglia sarebbe stata messa in gioco la validità stessa del concetto di Zerstörer, ovvero del caccia strategico che doveva "aprire la strada" ai bombardieri della Luftwaffe. In realtà, fu proprio l'OKL a stravolgere in parte questo impiego, assegnando spesso ai Bf 110 la scorta ravvicinata ai bombardieri, anziché l'avanguardia. Gli esiti di questo impiego furono disastrosi: nel solo mese di agosto del 1940, ben 120 Bf 110 furono abbattuti, circa il 40% dei 289 Zerstoerer schierati nel mese. La Luftwaffe infine rimosse il Bf 110 dal ruolo di caccia strategico di prima linea; soprattutto perché risultava più utile come Cacciabombardiere ed Intercettore di bombardieri nemici, a difesa della madrepatria.

### Kanalkampf
Nonostante le perdite nella Campagna di Francia, nei primi di luglio 1940 la Zerstörerwaffe stava ricevendo nuovi rinorzi, grazie alla produzione industriale e alla formazione di nuovi equipaggi; ed entro la fine del mese avrebbe raggiunto la forza complessiva di 444 Bf 110. Parte di questi aerei dovevano essere trattenuti in Germania per la difesa aerea del Reich, poiché il Comando Bombardieri della Royal Air Force aveva iniziato una serie di incursioni notturne. Poiché la Gran Bretagna non intendeva arrendersi, nonostante la sconfitta della Francia, la Luftwaffe fu incaricata sia di annientare definitivamente la Royal Air Force, sia di creare un "corridoio sicuro" sul Canale della Manica, in vista dell'Operazione Seelöwe, la progettata invasione tedesca della Gran Bretagna.
La prima fase della Battaglia d'Inghilterra fu soprannominata dai tedeschi "Kanalkampf", ovvero la "Battaglia del Canale della Manica". Nello stretto fra Calais e Dover ci fu una certa continuità delle operazioni aeree dalla precedente Battaglia di Dunkerque; mentre in tutta l'area del Canale, l'offensiva aerea della Luftwaffe riprese con decisione dal 10 luglio, dopo una fase di riorganizzazione a seguito della Campagna di Francia. Quel giorno, tra le varie missioni che coinvolsero circa 120 aerei della Luftwaffe per attaccare i convogli navali e i porti marittimi britannici nel Canale, circa 30 Bf 110 del III./ZG 26 furono comandati di scorta ravvicinata per una formazione di Do 17. Poiché gli Zerstörer erano costretti a volare a bassa velocità e dovevano rimanere vicino ai bombardieri, il che impediva sia di sfruttare il vantaggio della quota che di applicare la tattica "colpisci e fuggi", non appena comparvero i caccia nemici Hurricane i Bf 110 si strinsero subito nella tattica del "circolo difensivo": tre Bf 110 ed almeno un Do 17 andarono perduti. I piloti tedeschi reclamarono l'abbattimento di ben 12 Hurricane; ma stranamente la Royal Air Force dichiarò la perdita, nello scontro, di un solo Hurricane e di un Blenheim I.F di scorta ravvicinata la convoglio navale. Questa discordanza è significativa, in quanto l'OKL basava la valutazione dell'efficacia dei suoi caccia anche il base alle vittorie conseguite; e le frequenti "esagerazioni" dei piloti di Zerstörer, nel dichiarare vittorie aeree, sicuramente non aiutavano l'OKL a fare l'esatto punto della situazione, riguardo all'efficacia del Bf 110 come caccia da scorta ravvicinata.
Nel frattempo, durante la "Kanalkampf", iniziò la carriera del Bf 110 come cacciabombardiere, con la versione C-4/B dotata di due attacchi ventrali ETC 250 per due bombe SC 250 da 250 kg. La versione C-4/B fu consegnata al Gruppo sperimentale EGR210, schierato sul fronte del Canale della Manica dal 1º luglio, assieme ai Bf-109E-4/B ed ai nuovissimi Messerschmitt Me 210 per testare operativamente il ruolo dei cacciabombardieri e studiarne tattiche di impiego; dato che fino a quel momento nella Luftwaffe il trasporto di bombe era stato prerogativa esclusiva dei bombardieri. Poco dopo giunsero anche i Bf 110 C-6 con cannone MG 101 Anticarro da 30 mm, in luogo dei cannoni frontali MG FF da 20 mm; nonché i Bf 110 D. Lo EGR210 entrò in azione il 13 luglio e da quel giorno ottenne promettenti risultati negli attacchi contro le navi britanniche, nel Canale della Manica, nonché contro obiettivi terrestri sulla costa e l'immediato entroterra britannico (specie contro le stazioni radar britanniche). Apparve chiaro che se il Bf 110 aveva la possibilità di operare in condizioni di relativa superiorità aerea nella zona, o quantomeno scortato da caccia monomotori amici, il suo potere offensivo come cacciabombardiere era notevole: entro il 27 luglio, lo EGR 210 dichiarò l'affondamento di 80000 tonnellate di navi britanniche. Tuttavia, ad eccezione del solo EGR210, i Bf 110 rimanevano principalmente schierati come caccia strategici da scorta ravvicinata o avanguardia ai bombardieri.
Per tutto il mese di luglio sino alla metà di agosto, continuarono le missioni anti-nave della Luftwaffe nel Canale della Manica. Uno dei giorni di maggior successo degli Zerstörer fu l'8 agosto 1940, quando il I./ZG 2 ed il V.(Z)/LG 1 reclamarono complessivamente l'abbattimento di 18 aerei nemici, perdendo però sei Bf 110. Nel precedente mese di luglio, almeno 18 Bf 110 erano andati perduti nelle missioni di scorta ravvicinata ai bombardieri; e nel mese di agosto la Royal Air Force fu in grado di organizzare una difesa aerea ancora più efficace.

### Il Giorno dell'Aquila
Il 13 agosto 1940 la Luftwaffe lanciò l'offensiva aerea denominata in codice "Adlertag" o "Giorno dell'Aquila", che nelle intenzioni tedesche sarebbe stata lo sforzo principale per distruggere la Royal Air Force. Il Reichsmarschall Hermann Göring era sicuro che, a seguito di questa massiccia offensiva, l'aviazione britannica sarebbe stata "spazzata via". La Zerstörerwaffe, quel giorno, poteva contare su un totale di 242 Bf 110 pronti al combattimento su un totale di 315 presenti nelle basi aeree, più lo EGR 210:
| Division                               | Gruppe o Staffel | Comandante                             | Base                    | Bf 110 | Totali | Servizio |
| -------------------------------------- | ---------------- | -------------------------------------- | ----------------------- | ------ | ------ | -------- |
| Jagdflieger 2, Wissant, Francia        | Stab ZG 26       | Oberstleutnant Joachim Friederich Huth | Lille                   | C e D  | 3      | 3        |
| Jagdflieger 2, Wissant, Francia        | I./ZG 26         | Hauptmann Wilhelm Makrocki             | Yvrench - St. Omer      | C e D  | 39     | 33       |
| Jagdflieger 2, Wissant, Francia        | II./ZG 26        | Hauptmann Ralph von Rettberg           | Crécy - St. Omer        | C e D  | 37     | 32       |
| Jagdflieger 2, Wissant, Francia        | III./ZG 26       | Hauptmann Johannes Schalk              | Brarly - Arques         | C e D  | 35     | 24       |
| Jagdflieger 2, Wissant, Francia        | Stab ZG 76       | Major Walter Grabmann                  | Laval                   | C e D  | 2      | 0        |
| Jagdflieger 2, Wissant, Francia        | II./ZG 76        | Major Erich Groth                      | Abbeville - Yvrench     | C e D  | 24     | 6        |
| Jagdflieger 2, Wissant, Francia        | III./ZG 76       | Hauptmann Friedrich-Karl Dickoré       | Laval                   | C e D  | 12     | 11       |
| VIII. Fliegerkorps, Deauville, Francia | V.(Z)/LG 1       | Hauptmann Horst Liensberger            | Caen                    | C e D  | 43     | 29       |
| Jagdflieger 3, Deauville, Francia      | Stab ZG 2        | Oberstleutnant Friedrich Vollbracht    | Toussus-le-Noble        | C e D  | 4      | 3        |
| Jagdflieger 3, Deauville, Francia      | I./ZG 2          | Hauptmann Eberhard Heinlein            | Caen - Carpiquet        | C e D  | 41     | 35       |
| Jagdflieger 3, Deauville, Francia      | II./ZG 2         | Major Harry Carl                       | Guyancourt              | C e D  | 41     | 34       |
| X. Fliegerkorps, Stavanger, Norvegia   | I./ZG 76         | Hauptmann Werner Restemeyer            | Stavanger - Forus       | C e D  | 34     | 32       |
| II. Fliegerkorps                       | EGR 210          | Hauptmann Walter Rubensdörffer         | Calais - Marck, Francia | C e D  | 36     | 17       |

Lo EGR 210 ebbe un ruolo molto importante per la preparazione dell'"Adlertag": il giorno precedente, i suoi Bf 110 cacciabombardieri furono incaricati, in collaborazione con i Ju 87 Stukas, di colpire quattro stazioni radar britanniche; per mettere in difficoltà la Royal Air Force nelle intercettazioni del giorno successivo. Il 13 agosto, tuttavia, il maltempo ritardò l'inizio dell'operazione principale, ed alcuni malintesi via radio provocarono un'esecuzione scoordinata dei raid. Nel caso più grave, 74 Do 17 del KG 2 si ritrovarono abbandonati dai Bf 110 del ZG 26, che rientrarono alla base in ottemperanza ad un ordine radio, mentre i bombardieri proseguirono da soli verso il bersaglio assegnato. Al contrario, il V.(Z)/LG 1 si ritrovò isolato nei pressi di Portland, mentre i bombardieri del KG 54, che dovevano ricevere la scorta, non erano ancora decollati. Negli scontri aerei della giornata, 13 Bf 110 andarono perduti; mentre gli equipaggi Zerstörer rivendicarono l'abbattimento di 30 caccia nemici, cifra che si rivelò largamente esagerata. L'Operazione "Adlertag" proseguì con intensità nei giorni successivi, e le perdite di Bf 110 si moltiplicarono. Il 15 agosto fu un giorno di perdite veramente pesanti per la Zerstörerwaffe, con 30 Bf 110 abbattuti dagli Hurricane e Spitfire della Royal Air Force. Il solo I./ZG 76, operante da Stavenger in Norvegia, che scortò una grossa formazione di He 111 diretta a colpire il fianco Est della Gran Bretagna attraverso il Mare del Nord, perse 10 dei 12 Bf 110 mandati in missione, riuscendo ad abbattere un solo caccia nemico. L'unico successo fu colto dallo EGR 210, che riuscì ad abbattere tre Hurricane in un attacco con bombe all'aeroporto di Manston, senza perdite proprie.
Sebbene le perdite di Bf 110 non fossero superiori alle perdite dei reparti di Bf 109E "Emil", la Zerstörerwaffe era numericamente inferiore alla forza di "Emil", ed iniziò a soffrirne pesantemente: il 16 agosto andarono giù otto Bf 110 dello ZG 2; il giorno successivo altri 15 dello ZG 26; mentre il numero dei caccia nemici realmente abbattuti dagli equipaggi Zerstörer permaneva nettamente inferiore alle vittorie dichiarate. Il 18 agosto, un altro grande attacco della Luftwaffe, con incursioni di bombardieri a Biggin Hill, Kenley, Hornchurch e North Weald si concluse con l'abbattimento di 21 Bf 110 ed altri sei distrutti al suolo in atterraggio, nel corso della giornata. Quale aggravante della situazione, i Bf 110 continuavano a dimostrarsi incapaci di scortare efficacemente i bombardieri tedeschi, non riuscendo mai ad impedire agli Hurricane e Spitfire di mietere vittorie. L'errore dell'OKL, nell'impiego tattico dei Bf 110, consisteva ormai evidentemente nell'imporre agli Zerstörer la scorta ravvicinata ai bombardieri, il che impediva di sfruttare adeguatamente sia il vantaggio della quota che della velocità sui caccia nemici, nonché impediva di usare tattiche del tipo "colpisci e fuggi". Il Reichsmarschall Hermann Göring, tuttavia, era convinto che l'unico modo di limitare le perdite di bombardieri fosse quello di assegnare loro una scorta ravvicinata; di conseguenza i Bf 110, persistendo in questo ruolo decisamente inadatto alle loro caratteristiche peculiari di caccia pesanti, continuarono a rimanere vulnerabili di fronte alla caccia britannica quasi quanto i bombardieri che dovevano scortare. Non a caso fu l'EGR 210 il Gruppe con minori perdite, poiché essendo un reparto autonomo e non dovendo operare in scorta ravvicinata per i bombardieri, poteva applicare quelle tattiche "colpisci e fuggi" che consentivano agli equipaggi Bf 110 una maggiore possibilità di sopravvivenza. Ma nell'OKL non vi erano alti ufficiali capaci di sollevare contestazioni al Reichsmarschall Hermann Göring, sempre più irato per il protrarsi della resistenza della Royal Air Force. Piuttosto, Göring iniziò ad accusare i comandanti e i piloti dei reparti caccia della Luftwaffe di non impegnarsi a fondo per conseguire risultati. Tra gli ufficiali dei reparti Bf 110 iniziò a serpeggiare il malumore; e le contestazioni furono ascoltate con interesse dal Generaloberst Ernst Udet, da sempre convinto sostenitore del Bf 110. Tuttavia, Udet non riuscì a far valere i suoi consigli contro la decisa volontà di Göring; e i Bf 110 mantennero il ruolo di scorta ravvicinata ai bombardieri. Va detto, comunque, che probabilmente Udet non era molto preoccupato per le perdite di equipaggi; quanto piuttosto per la possibilità che il Bf 110 finisse per rivelarsi un disastro in battaglia, logorando il suo prestigio di Generaloberst, essendosi più volte esposto in passato come "paladino del Bf 110" anche di fronte al Führer Adolf Hitler.
Alla fine di agosto, le perdite operative del mese ammontarono a 120 Bf 110 abbattuti e 40 danneggiati. Le perdite dei Bf 109E si attestarono ad un livello decisamente superiore: 217 abbattuti e 45 danneggiati. Tuttavia, le perdite di Bf 110 erano più gravi in percentuale, poiché rappresentavano circa il 40% della Zerstörerwaffe. Invece, il rapporto tra nemici abbattuti e perdite subite degli Zerstörer era simile a quello dei reparti Bf 109E. Tutto ciò dimostrava, come nelle precedenti Campagne, che il Bf 110 aveva buone capacità di combattimento aereo, ma anche che il successo o la sconfitta dipendevano molto dalle tattiche impiegate. Gli Hurricane e Spitfire in alcuni casi furono effettivamente messi in difficoltà da buone organizzazioni tattiche: ad esempio il 31 agosto, quando i Bf 110 del V.(Z)/LG 1 e III./ZG 26, di scorta ravvicinata due formazioni di Do 17 diretti a bombardare gli aeroporti di Debden e Duxford, riuscirono ad abbattere complessivamente 13 caccia nemici, perdendo soli tre Bf 110 più cinque danneggiati. Ma, nella maggior parte delle missioni di scorta, i reparti Bf 110 non riuscirono ad essere in vantaggio tattico (per quota o velocità all'inizio del combattimento) contro i caccia della Royal Air Force e ne pagarono le pesanti conseguenze: a parità di quota e velocità, i caccia monomotori britannici avevano il vantaggio di una maggiore agilità.

### Lotta all'ultimo sangue
Nonostante le spaventose perdite del mese di agosto, dai primi di settembre 1940 la Zerstörerwaffe fu impegnata in una lotta senza tregua contro la Royal Air Force, che condusse progressivamente al dissanguamento delle unità Bf 110; poiché ormai i rinforzi non riuscivano più a rimpiazzare le perdite. I bombardieri tedeschi si spingevano sempre più nell'entroterra britannico, per colpire aeroporti e fabbriche di aerei, anche oltre il raggio di azione dei caccia Bf 109E, il che rendeva ancora più arduo il lavoro dei Bf 110 come scorte ravvicinate. Nel frattempo, anche lo EGR 210 effettuava missioni di bombardamento contro aeroporti e fabbriche di aerei britanniche. Uno dei giorni peggiori fu il 4 settembre, che fece registrare l'abbattimento di 15 Bf 110. Finché il 7 settembre, la Luftwaffe iniziò a colpire Londra, prioritariamente bersagli strategici e secondariamente la città stessa. Quel giorno, circa 1000 aerei tedeschi volarono contro la capitale britannica, tra i quali i Bf 110 dello ZG 2, ZG 26 e ZG 76. Almeno 16 gruppi caccia della Royal Air Force risposero all'attacco. Nel furioso scontro aereo, il solo ZG 2 perse sette Bf 110. I raid su Londra continuarono giornalmente, finché il 15 settembre si combatté la battaglia più sanguinosa, dove la Luftwaffe perse ben 60 aerei; mentre 26 caccia britannici furono abbattuti. Paradossalmente, in questa battaglia i Bf 110 subirono solo tre abbattimenti, semplicemente perché ormai la Zerstörerwaffe era talmente decimata che, delle due massicce incursioni tedesche effettuate nella giornata, nessun Zerstörer Gruppe aveva avuto forze sufficienti per partecipare all'incursione del mattino; mentre solo il V.(Z)/LG 1 aveva partecipato all'incursione del pomeriggio.
Dopo il 15 settembre, alcune squadriglie Bf 110 di vari ZG ricevettero ordine dall'OKL di rientrare in Germania per la difesa aerea del Reich e per integrare i reparti da caccia notturna; mentre le restanti squadriglie furono mantenute in azione contro la Gran Bretagna, ma l'OKL ne ridusse parzialmente l'impiego operativo. A tal proposito, andrebbe sfatata la vecchia tesi storica secondo la quale i reparti Bf 110 iniziarono a ricevere la scorta dei Bf 109E: probabilmente introdotta dalla propaganda britannica dell'epoca, questa tesi appare priva di fondamento e praticamente nessuno degli storici moderni la convalida. Nonostante le perdite, nessun Zerstörer Gruppe ricevette mai espressamente la scorta ravvicinata dei Bf 109E; ad eccezione dei Bf 110 dello EGR 210, per via del loro ruolo di cacciabombardieri.
Dopo altre sanguinose battaglie, il 27 settembre il già decimato V.(Z)/LG 1 ricevette il colpo di grazia: effettuando una missione di scorta in collaborazione con lo ZG 76 per proteggere alcuni Ju 88 del kg 77, perse sette dei suoi ultimi 10 Bf 110 inviati in missione. Pertanto, l'OKL comandò il rientro in Germania del V.(Z)/LG 1. Complessivamente, nel mese di settembre la Zerstörerwaffe aveva perso altri 83 Bf 110. Difatti, anche lo ZG 2 e lo ZG 26 versavano in pessime condizioni, e sebbene risultassero ancora assegnati alla Battaglia d'Inghilterra, volarono pochissime missioni sino alla fine di ottobre, quando fu ritirati dalla lotta assieme al combattivo ZG 76; che fino a quel momento si era dimostrato un Zerstörer Gruppe di buon successo nei dogfight contro la caccia britannica, ma che pure aveva subito pesanti perdite. Soltanto lo EGR 210 si confermò come Zerstörer Gruppe di grande successo operativo; e continuò ad operare nella Battaglia d'Inghilterra sino alla fine dell'anno, ritornando tra l'altro ad affondare navi britanniche nel Canale della Manica.
A questo punto, la maggior parte degli Storici del dopoguerra (forse in parte influenzati dalla propaganda britannica del tempo di guerra sull'efficacia dei propri caccia) erano solìti concludere che il Bf 110 aveva decisamente fallìto la missione assegnatagli nella Battaglia d'Inghilterra; che fu sostanzialmente una delusione per l'OKL; e che alla fine dell'ottobre 1940 gli ZG furono ritirati dalla battaglia in quanto rivelatisi inutili contro i caccia della Royal Air Force. Ci si potrebbe limitare nel condividere e ripetere passivamente questa ormai "classica valutazione negativa del Bf 110" nella Battaglia d'Inghilterra. Tuttavia, per fornire una relazione più completa, andrebbe detto che studi più recenti ed approfonditi, sulla carriera operativa del Bf 110, iniziano a sollevare alcuni dubbi sulla valutazione negativa effettuata dagli Storici del passato; e anzi fanno emergere un buon valore complessivo del Bf 110 in battaglia, ma probabilmente "soffocato" da un impiego tattico non sufficientemente meditato da parte dell'OKL.
| Caccia    | Vittorie Aeree | Perdite in Dogfight | Efficienza |
| --------- | -------------- | ------------------- | ---------- |
| Spitfire  | 550            | 329                 | 1,7:1      |
| Hurricane | 750            | 603                 | 1,2:1      |
| Bf 109E   | 780            | 534                 | 1,5:1      |
| Bf 110C/D | 340            | 196                 | 1,7:1      |

La tabella qui a fianco vuol tentare una comparazione tra la pura capacità offensiva e la pura capacità difensiva dei principali caccia impegnati nella Battaglia d'Inghilterra. A tale scopo, le vittorie aeree sono contate come complessive (considerando tutti i tipi di aerei abbattuti, anche bombardieri); mentre sono contate solo le perdite subite in dogfight (senza contare le perdite inflitte dai mitraglieri dei bombardieri nemici, contraerea nemica o altre cause). In totale, almeno 257 Bf 110 andarono perduti tra il 10 luglio ed il 31 ottobre 1940, ma di questi furono 196 quelli persi in dogfight; e la Zerstörerwaffe riuscì ad abbattere complessivamente 340 aerei britannici. Il rapporto di efficienza risultante (1,7:1) è, incidentalmente, lo stesso dello Spitfire. Ciononostante, il Bf 110 sembrò all'epoca un aereo di ben minor successo, rispetto al Bf 109E; forse anche a causa del minor numero di vittorie aeree complessive.
Poco dopo la Battaglia d'Inghilterra, all'inizio del 1941 il Führer Adolf Hitler attaccò il Reichsmarschall Hermann Göring biasimandolo per il fallimento della Luftwaffe. Nel tentativo di giustificarsi, Göring trovò un "capro espiatorio": avendo già perso la sua predilezione per il Bf 110, non tardò ad accusare il Generaloberst Ernst Udet di essersi fatto "paladino" di un caccia pesante dal quale la Luftwaffe si era aspettata molto, per la vittoria contro la Royal Air Force, ma che non si era dimostrato all'altezza del ruolo Zerstörer affidatogli. La perdita di reputazione della Zerstörerwaffe, quale "Forza di Elite" all'interno della Luftwaffe, coincise con l'inizio di una profonda crisi depressiva per il Generaloberst Ernst Udet. Senza dubbio, la carriera del Bf 110 sarebbe stata ancora lunga, ma Udet, oppresso anche da altri problemi personali, non fu in grado di resistere psicologicamente alla sua perdita di prestigio all'interno della Luftwaffe, derivata dal fallimento degli Zerstörer nella Battaglia d'Inghilterra: accentuò la sua tendenza all'alcolismo e fu l'inizio del suo declino personale e politico, che lo condusse infine al suicidio.